# Eddie Dean
Eddie Dean z New Yorku roku 1987 je jedna z hlavních postav fantasy série Temná věž od Stephena Kinga.

## New York a dveře
Bratr zasloužilého feťáka a mudrce Henryho Deana. Společně vyrůstali v jednom Brooklynském sídlišti. Henry se později zapletl do drog a vtáhl Eddieho sebou. Oba se pak začali potloukat po New Yorku a jejich jediným cílem bylo jen shánět dávky nebo peníze. Když Roland (nakažený infekcí z jedů humroidů) otevřel dveře do New Yorku 1987 a vytáhl ho, Eddieho jedinou starostí bylo si šlehnout. Nakonec však pochopil, že musí pro svého velitele někde sehnat antibiotika, jinak už nebude mít s kým na pobřeží mluvit. Čaroděj Walter pověděl Rolandovi z tarotových karet, že ho čeká Vězeň, Paní stínů a Smrt (ne však pro Rolanda). Eddie představuje Vězně.

## Středosvět
Eddie je podle Rolanda podobný Cuthbertovi a to celému ka-tet někdy prospívá, někdy ne. Eddie kupříkladu „rozbil“ vlak Blaine Mono, když svými brooklynskými hádankami zahltil software vlaku. Eddie občas pronese nějakou zajímavou průpovídku a dovede tak občas snad jako jediný Rolanda rozesmát. Spolu se Susannah tvoří manželský pár.